# Ben Chrisene
Benjamin Joshua Chrisene (sinh ngày 12 tháng 1 năm 2004) là một cầu thủ bóng đá người Anh hiện đang chơi ở vị trí tiền vệ cho câu lạc bộ Aston Villa.

## Sự nghiệp câu lạc bộ

### Exeter City
Chrisene bắt đầu sự nghiệp của mình với Exeter City năm 11 tuổi, và được cho là sẽ rời câu lạc bộ vào mùa hè năm 2018.
Anh có trận ra mắt cho Exeter City vào ngày 13 tháng 8 năm 2019, trong trận EFL Cup gặp Coventry City, khi mới 15 tuổi, 7 tháng và 1 ngày, trở thành cầu thủ trẻ nhất từng r mắt của câu lạc bộ, đánh bại kỷ lục của Ethan Ampadu.
Anh có trận ra mắt giải đấu đầu tiên từ băng ghế dự bị trong chiến thắng 2–0 trên sân nhà trước Cambridge United vào ngày 11 tháng 1 năm 2020.

### Aston Villa
Vào ngày 19 tháng 8 năm 2020, Chrisene gia nhập CLB Aston Villa với mức phí không được tiết lộ, ban đầu Chrisene sẽ gia nhập học viện của họ. Vào ngày 17 tháng 11 năm 2020, Chrisene có trận ra mắt Aston Villa trong trận thua 3-1 của đội U21 trước Carlisle United  ở giải đấu EFL Trophy.

## Sự nghiệp quốc tế
Anh ấy đã đại diện cho nước Anh ở các cấp độ trẻ dưới 15 và dưới 16 tuổi.

## Thống kê nghề nghiệp
Tính đến 17 Tháng 11 năm 2020
| Câu lạc bộ        | Mùa               | liên đoàn         | liên đoàn | liên đoàn | Cúp FA   | Cúp FA    | Cúp EFL | Cúp EFL   | Khác     | Khác      | Toàn bộ | Toàn bộ   |
| Câu lạc bộ        | Mùa               | Sư đoàn           | Số trận   | Bàn thắng | Ứng dụng | Bàn thắng | Số Trận | Bàn thắng | Ứng dụng | Bàn thắng | Số Trận | Bàn thắng |
| ----------------- | ----------------- | ----------------- | --------- | --------- | -------- | --------- | ------- | --------- | -------- | --------- | ------- | --------- |
| Thành phố Exeter  | 2019–20           | League Two        | 1         | 0         | 0        | 0         | 1       | 0         | 3        | 0         | 5       | 0         |
| Aston Villa       | 2020–21           | Ngoại Hạng Anh    | 0         | 0         | 0        | 0         | 0       | 0         | 1        | 0         | 1       | 0         |
| Tổng số sự nghiệp | Tổng số sự nghiệp | Tổng số sự nghiệp | 1         | 0         | 0        | 0         | 1       | 0         | 4        | 0         | 6       | 0         |

1. 1 2  Appearance(s) in the EFL Trophy.